# Trespidi
Trespidi is een historisch merk van motorfietsen.
Motocicli Pietro Trespidi, Stradella, Pavia (1926-1930).
Italiaans merk dat in 1925 werd opgericht maar pas in 1926 motorfietsen presenteerde. Het eerste model had een door Paolo Trespidi ontworpen 250cc-tweetaktmotor. Na de oorlog zou Trespidi de beroemde Alpino-hulpmotor ontwikkelen. In 1929 kwam het merk Trespidi nog met een 175cc-model. Het is mogelijk dat de naam van het merk Trespedi was.